# Myrioblephara albiviridis
Myrioblephara albiviridis là một loài bướm đêm trong họ Geometridae.